# 경기도교직원연천수덕원
경기도교직원연천수덕원(京畿道敎職員漣川修德員)은 경기도내 각급학교와 교육기관에 근무하는 교직원의 자질 향상과 후생복지를 위하여 경기도교육청 산하에 설치된 소속기관이다.